# Chiang Rai (tỉnh)
Chiang Rai (tiếng Thái: เชียงราย, phát âm [t͡ɕʰīa̯ŋ rāːj]; phiên âm: Chiêng Rai) là một tỉnh miền Bắc của Thái Lan đồng thời cũng là tỉnh cực bắc của quốc gia này. Tỉnh này giáp giới các tỉnh (từ phía Đông theo chiều kim đồng hồ): Phayao, Lampang và Chiang Mai. Về phía bắc, tỉnh này giáp bang Shan của Myanmar cũng như các tỉnh Bokeo và Oudomxai của Lào.
Diện tích tỉnh là 11.503 km2. Dân số 2019 là 1.298.304 người.

## Địa giới hành chính
Tỉnh Chiang Rai có 4 trung tâm du lịch chính: Tam giác Vàng, Mea Sai, Chiang Saen, Chiang Khong
Tỉnh Chiang Rai có một thành phố là thành phố Chiang Rai (อำเภอเมืองเชียงราย), thủ phủ của tỉnh này và 17 huyện, 124 xã, 1.510 làng. Tên 17 huyện là:
- Mae Fa Luang (อำเภอแม่ฟ้าหลวง)
- Mae Sai (อำเภอแม่สรวย)
- Chiang Saen (อำเภอเชียงแสน)
- Mae Chan (อำเภอแม่จัน)
- Doi Luang (อำเภอดอยหลวง)
- Wiang Chiang Rung (อำเภอเวียงเชียงรุ้ง)
- Chiang Khong (อำเภอเชียงของ)
- Wiang Chai (อำเภอเวียงชัย)
- Wiang Kaen (อำเภอเวียงแก่น)
- Phaya Mengrai (อำเภอพญาเม็งราย)
- Khun Tan (อำเภอขุนตาล)
- Thoeng (อำเภอเทิง)
- Pa Daet (อำเภอป่าแดด)
- Phan (อำเภอพาน)
- Wiang Pa Pao (อำเภอเวียงป่าเป้า)
- Mae Suai (อำเภอแม่สาย)
- Mae Lao (อำเภอแม่ลาว)

## Địa lý
Tọa độ 19°56′B 99°51′Đ / 19,933°B 99,85°Đ. Thành phố Chiang Rai cách thành phố Chiang Mai của tỉnh Chiang Mai 200 km về phía đông nam; 62 km về phía nam của Mae Sai và biên giới với Miến Điện; 60 km về phía tây bắc Chiang Saen trên Mae Khong bên kia biên giới Lào; 90 km về phía bắc của nakhon Phayao thuộc tỉnh Phayao.
Sông Mae Kok chảy dọc theo phía bắc, chảy từ tây sang đông và đổ vào sông Mê Kông.

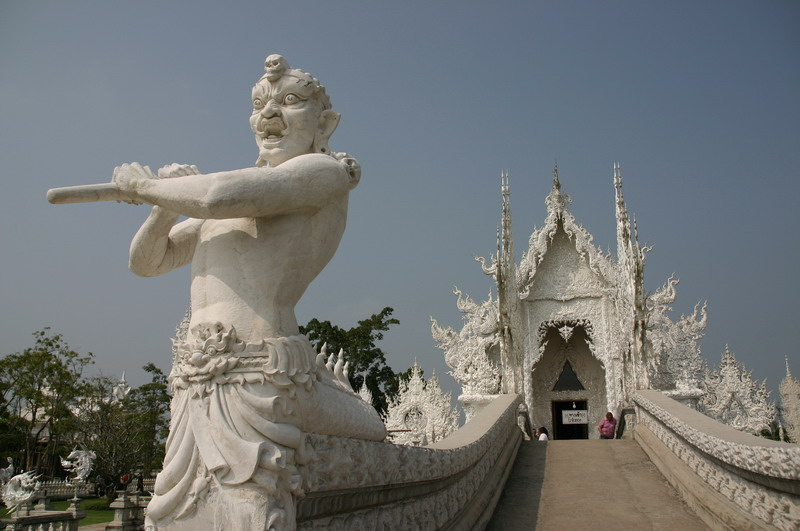
Wat Rong Khun - một ngôi chùa hiện đại tại thành phố Chiang Rai

Trong khi phần phía đông của tỉnh được có đặc trưng với các đồng bằng sông tương đối bằng phẳng, phần phía bắc và phía tây bao gồm địa hình đồi núi của cao nguyên Thái Lan với dãy núi Khun Tan và dãy núi Phi Pan Nam ở phía tây và dãy núi Daen Lao ở phía bắc. Mặc dù không phải là độ cao cao nhất của tỉnh, nhưng  Doi Tung cao 1389 m (Flag Hill) là đặc trưng địa hình quan trọng nhất. Wat Phra That Doi Chom Thong là ngôi chùa nằm trên đỉnh núi, theo biên niên sử, có từ năm 911. Tổng diện tích rừng là 4.585 km² hay 39,9% diện tích toàn tỉnh.

## Cơ cấu dân số
Dân số 1.129.701 người (năm 2000), trong đó 12,5% là dân tộc miền núi thiểu số. Các dân tộc miền núi: Karen, Akha, Lisu, Meo, Muser. Nhiều người Hoa, đặc biệt từ Vân Nam di cư qua đây và bị đồng hóa với dân Thái. Hơn 1/2 các doanh nghiệp lớn ở miền Bắc Thái Lan do người gốc Hoa nắm giữ.

## Trung tâm du lịch và điểm du lịch
Du lịch khám phá và du lịch thiên nhiên chính là điểm hấp dẫn nhất của vùng núi phía Bắc nhất là tỉnh Chiang Rai. Sau đây là các điểm tham quan chính tại tỉnh:
- Sob Ruak
- Mea Sai
- Chiang Saen
- Tam giác Vàng
- Tượng đài vua Meng Rai
- Ku Phra Chao Meng Rai
- Haad Chiang Rai
- Sông Mae Kok
- Thác Khun Korn
- Doi Mae Salong
- Doi Tung
- Làng Pamee Akha
- Khun Nam-Nang Non
- Tham Pum-Tham Pla
- Tham Phayanak
- Tham Pha Chom
- Wat Phra That Chedi Luang
- Wat Pa Sak
- Wat Phra That Chom Kitti
- Hồ Chiang Saen
- Wat Phra That Doi Pu Khao
- Chiang Khong
- Baan Haad Kla
- Doi Pa Tang
- Phu Chee Fah
- Vườn quốc gia Doi Luang

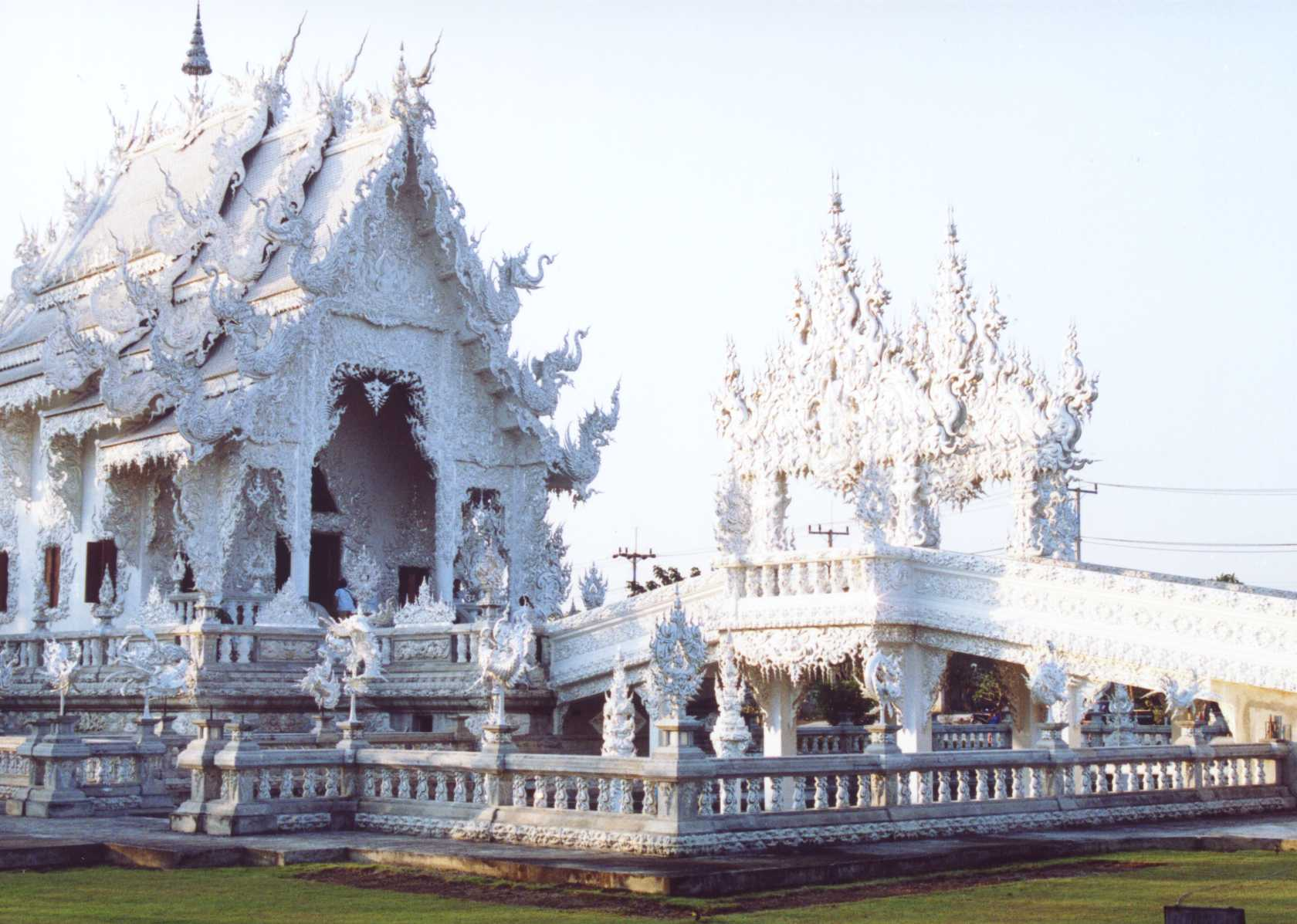
Wat Rong Khun - một điểm tham quan hấp dẫn của thành phố Chiang Rai

- Wat Phra That Doi Chom Thong, 19°54.970′B 99°49.365′Đ / 19,916167°B 99,82275°Đ
- Wat Phra Kaew, Chiang Rai, 19°54.704′B 99°49.647′Đ / 19,911733°B 99,82745°Đ
- Wat Phra Singh, Chiang Rai, 19°54.653′B 99°49.882′Đ / 19,910883°B 99,831367°Đ
- Wat Doi Khao Khwai, 19°52.892′B 99°48.582′Đ / 19,881533°B 99,8097°Đ
- Wat Rong Khun, 19°49.480′B 99°45.800′Đ / 19,824667°B 99,763333°Đ, một ngôi chùa hiện đại xây năm 1998 bởi nghệ sĩ Thái Chalermchai Kositpipat

## Lễ hội
- Lễ hội Vua Meng Rai - diễn ra từ 26-1 đến 1-2 hàng năm.
- Lễ hội Songkran - diễn ra từ 14 đến 16 tháng 4 hàng năm.
- Lễ hội trái vải - diễn ra từ 19 đến ngày 28 tháng 5 hàng năm.

## Phương tiện đến Chiang Rai
- Xe bus: Mua vé đến Chiang Rai bằng xe bus tại ga Kamphaeng Phet 2. Mất 11 giờ để đến Chiang Rai.[cần dẫn nguồn]
- Máy bay: Hãng máy bay Thai Airways Internationals khởi hành hàng ngày.[cần dẫn nguồn]